# 軒特馬殊球場
海馬許體育場（或因冠名称为Coopers Stadium），是一座位於南澳大利亞州阿德萊德的綜合體育場，為澳洲職業足球聯賽阿德雷德聯足球俱樂部的主場。該體育場也舉辦過2000年夏季奥林匹克运动会足球比赛、2004年大洋洲國家盃和2023年国际足联女子世界杯賽事。

## 外部連結
- 海馬許體育場 （页面存档备份，存于）

| 前任： 拉加曼加拉體育場 曼谷 | 女子亞洲盃足球賽 決賽場館 2006 | 繼任： 東納體育場 胡志明市 |